# Germà Colón Domènech
Germà Colón Doménech (Castelló de la Plana, 30 de novembre de 1928 - Barcelona, 22 de març de 2020) fou un filòleg i lexicòleg valencià, un dels lingüistes més importants per a la filologia romànica i la lexicologia catalana. De 1963 a 1997 fou catedràtic de la Universitat de Basilea i després catedràtic emèrit.

## Biografia

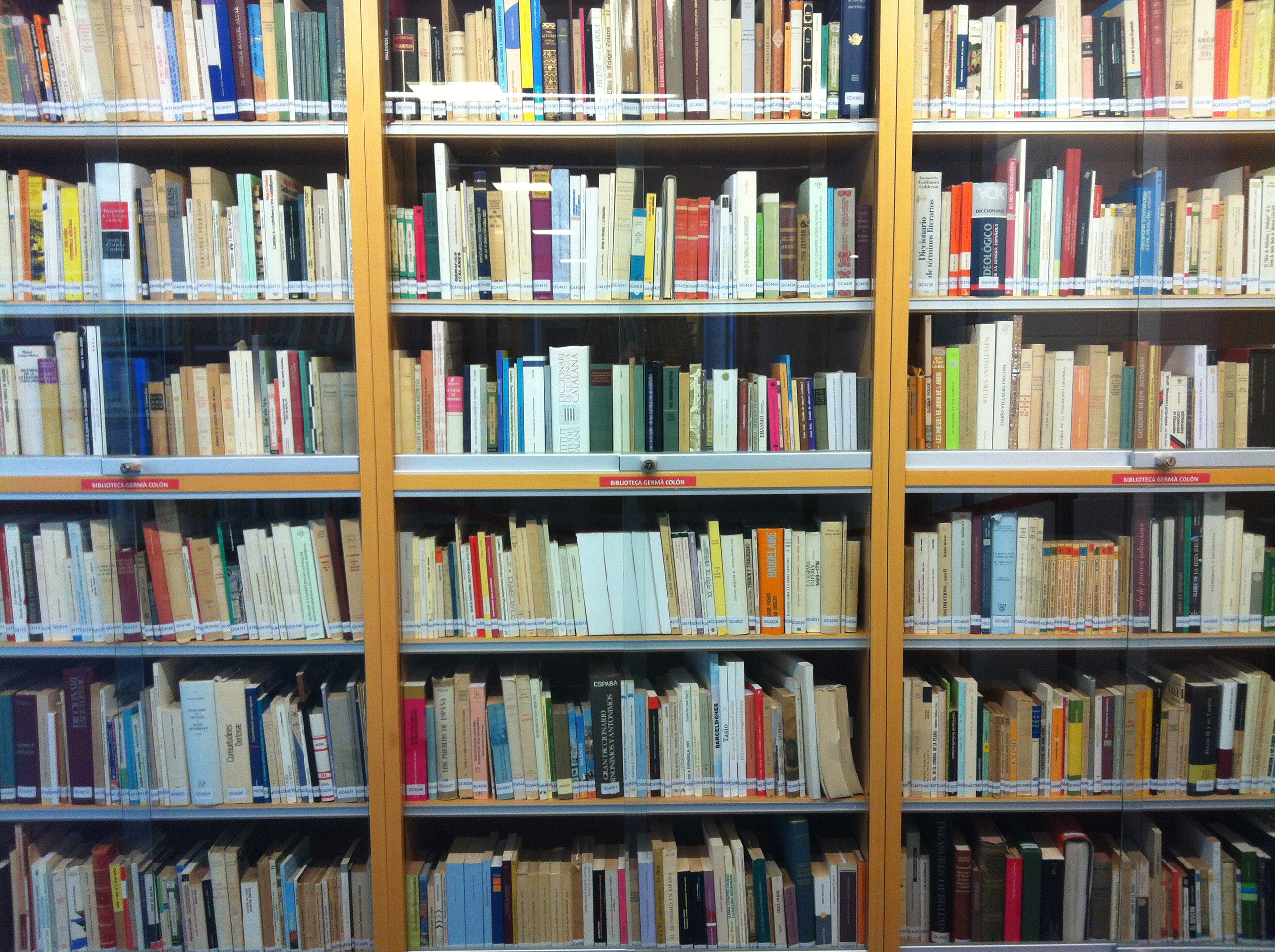
Biblioteca Germà Colon a la Universitat Jaume I

Germà Colón estudià filologia romànica a la Universitat de Barcelona amb filòlegs prestigiosos com Antoni Badia i Margarit i Martí de Riquer abans de llicenciar-s'hi el 1951. Es doctorà l'any següent a la Universitat de Madrid amb una tesi de dialectologia sobre la parla de Castelló.
Gràcies a una beca se n'anà després cap a Lovaina i Zúric, on conegué alguns dels més importants romanistes europeus, com ara Sever Pop. El filòleg suís Walther von Wartburg li proposà aleshores un lectorat d'espanyol a la Universitat de Basilea, on va continuar la seva carrera acadèmica: Privat-Dozent a partir de 1959, professor extraordinari el 1963 i catedràtic numerari a partir de 1967 i després el 1997 com a catedràtic emèrit. Va ser alhora professor a la Universitat d'Estrasburg (del 1968 al 1972) i a la Universitat Autònoma de Barcelona (1973-74). A Basilea dirigí nombroses tesis doctorals i creà una escola d'hispanística i catalanística.
Esdevingué membre de la Reial Acadèmia de Bones Lletres de Barcelona (1964) i de la Comissió Lul·liana arran de la publicació de les obres completes de Ramon Llull. Fou també membre del consell assessor de la col·lecció Els Nostres Clàssics i de l'equip editor de la revista Estudis de Llengua i Literatura Catalanes. Fou conseller d'honor de l'Associació Internacional de Llengua i Literatura Catalanes (de la qual va ser president del 1976 al 1982) i membre numerari de l'Institut d'Estudis Catalans.
Li fou atorgat el Premi Valencià de l'any de la Fundació Huguet (1982), el Premi Sanchis Guarner de la Fundació Jaume I (1987), el Premi d'Honor de les Lletres Valencianes (1988), el Premi Prat de la Riba de l'IEC (1979), el Premi Crítica Serra d'Or en edició d'obra catalana (1982) pel Llibre de Consolat del Mar, la Creu de Sant Jordi (1985) i el Premi de Literatura de la Generalitat de Catalunya (1987). El 1999 va rebre també la Gran Cruz de Alfonso X el Sabio. El 2014 li ha estat concedida la Medalla d'Honor de la Xarxa Vives d'Universitats.
Fou investit Doctor Honoris Causa de la Universitat de València el 1984, de la Universitat d'Alacant a l'octubre del 1990, de la Universitat Jaume I de Castelló el 1993, de la Universitat Autònoma de Barcelona el gener del 2003 i de la Complutense de Madrid el 2007.
Va donar la seua biblioteca personal (més de 20.000 obres) a la Universitat Jaume I de Castelló.
Es pot trobar una biobibliografia de Germà Colón, actualitzada fins a 2014, en el volum Homenatge a Germà Colón Domènech (Castelló: Universitat Jaume I, 2014, p. 281-319; ISBN 978-84-15444-54-1).
L'any 2014 se li va atorgar la Medalla d'Honor de la Xarxa Vives d'Universitats.

## Obres
- El léxico catalán en la Romania (1976).
- La llengua catalana en els seus textos (1978).
- El panorama de la lexicografia catalana (1986).
- Problemes de la llengua a València i als seus voltants (1987).
- El español y el catalán, juntos y en contraste (1989).
- Estudis de filologia catalana i romànica (1997).
- Les regles d'esquivar vocables. Autoria i entorn lingüístic. IEC (2001)
- Para la historia del léxico español (2002).
- De Ramon Llull al Diccionari de Fabra. Acostament lingüístic als monuments de les lletres catalanes (2003).
- Las primeras traducciones europeas del Quijote. UAB (2006)
- Lexicografia, lèxic i crítica textual. PAM (2011)
- Noves tendències en la dialectologia contemporània. UJI (2011)
- Origen i història del lèxic català. PAM (2014)